# Ed Miliband
Ed Miliband (născut Edward Samuel Milibandׁׁׁׂׂׂ la 24 decembrie1969, Londra) este un politican social-democrat britanic. Între 2010-2015 a fost liderul Partidului Laburist din Marea Britanie și liderul opoziției din parlamentul britanic. Din anul 2020 este membru în cabinetul fantomă al opoziției britanice ca secretar de stat pentru afaceri si strategie industrială, iar din noiembrie 2021 secretar de stat pentru  schimbarea climatului și neutralizarea carbonului.   
El este deputat în Camera Comunelor din partea comitatului Doncaster North și a servit ca ministru în anii 2007-2010 în guvernul condus de Gordon Brown. El și fratele său, David Miliband, au fost primii frați gemeni care au fost în mod simultan miniștri într-un cabinet britanic, de la frații Edward, Lord Stanley și Oliver Stanley în anul 1938.
Ed Miliband este și cel dintâi lider al Partidului Laburist Britanic având origine evreiască. 
Miliband a absolvit Colegiul Corpus Christi de la Universitatea Oxford și London School of Economics, devenind mai întâi ziarist la televiziune, apoi cercetător al Partidului Laburist. Ulterior a fost unul din apropiații liderului laburist Gordon Brown, cancelar și președintele consiliului consilierilor economici ai Finanțelor Regatului.
Când Brown a devenit prim ministru in 2007, el l-a numit pe Ed Miliband ministru pentru cabinet, și cancelar al ducatului de Lancaster, apoi între 2008-2010 secretar de stat pentru energie si schimbarea climatului, La 25 septembrie 2010 l-a învins pe fratele său, David, la alegerile pentru funcția de lider al Partidului Laburist.
A demisionat din funcția de conducător al Partidului Laburist în urma înfrângerii în alegerile legislative din 2015. 
1. ↑  Miliband, Edward Samuel, »Ed«, Brockhaus Enzyklopädie, accesat în 9 octombrie 2017
2. ↑  Ed Miliband, Munzinger Personen, accesat în 9 octombrie 2017
3. ↑  Ed Miliband: I don't believe in God (în engleză), Daily Telegraph, 29 septembrie 2010, accesat în 21 septembrie 2014
4. ↑   https://www.gov.uk/government/news/ministerial-appointments-july-2024 Lipsește sau este vid: |title= (ajutor)
5. ↑   https://candidates.democracyclub.org.uk/data/export_csv/?field_group=results&election_date=2024-07-04 Lipsește sau este vid: |title= (ajutor)
6. ↑   https://candidates.democracyclub.org.uk/results/csv/parl.2019-12-12/ Lipsește sau este vid: |title= (ajutor)
7. 1 2 3 4  TheyWorkForYou